# Crambe glaberrima
Crambe glaberrima är en korsblommig växtart som först beskrevs av Joseph Friedrich Nicolaus Bornmüller, och fick sitt nu gällande namn av Paul Mouterde, Werner Rodolfo Greuter och Hervé Maurice Burdet. Crambe glaberrima ingår i släktet krambar, och familjen korsblommiga växter. Inga underarter finns listade i Catalogue of Life.